# Блай, Рэнди
Рэнди Блай (англ. David Randall Blythe, род. 21 февраля 1971 года) — вокалист американской грув-метал группы Lamb of God, прежде известной как Burn the Priest, и сайд-проекта Halo of Locusts.

## Биография

### Детство
Рэнди Блай родился 21 февраля 1971 года в Форт-Мид (штат Мэриленд) в семье военного. Когда Рэнди был ещё совсем маленьким, родители расстались и мальчик вместе с младшими братьями остался жить с отцом. Когда юный Блай учился в четвёртом классе, семья переехала во Франклин, штат Виргиния, и несколько лет Рэнди жил на ферме у бабушки.
Когда Рэнди было 12 лет, приятель дал ему послушать кассету с записью Never Mind the Bollocks, альбома The Sex Pistols. Блай говорил позже, что именно эта кассета явилась причиной того, что четверть века спустя о нём узнал мир. Подростком Блай носил зелёный «ирокез» и военные ботинки. Во Франклине, Виргиния, это было не принято. «В городе, где я рос, если ты не похож на окружающих, — каждую минуту будь готов к драке. Это было очень, очень серьёзно. Никто совсем не шутил», — вспоминал он.
Рэнди Блай, которого постоянно преследовали за внешний вид, вынужден был физически отстаивать своё право на непохожесть. Школьный учитель прозвал его за это «иконоборцем»; Блаю это прозвище так понравилось, что им он характеризует себя по сей день. Иконоборец по Блаю — тот, кто «подвергает сомнению утвердившиеся в обществе верования, основывающиеся либо на предрассудках, либо на слепом принятии установившихся традиций». Людей, которые «принимают <на веру> все, чем бы их ни пичкали», Блай называет «невеждами».

### Студенческие годы
Увлечение музыкой повлияло на Блая при выборе университета для продолжения обучения. Позже музыкант вспоминал: «Основная причина того, что я стал учиться в Ричмонде, в том, что там большое музыкальное сообщество. Я переехал туда под предлогом того, чтобы поступить в колледж, а на самом деле просто хотел тусоваться и ходить на концерты».
В университете Virginia Commonwealth Рэнди Блай изучал английский язык. Позже он рассказывал, что в общежитии подрабатывал распространением ЛСД. Кроме того, вместе с девушкой по имени Элис Блай вёл университетскую радиопрограмму Shark’s and Alice’ Hour of Malice. Эта же пара участвовала в уроках плавания в YMCA, где выполняла функцию тонущих детей.
Однажды в университете Блай был арестован за то, что помочился в публичном месте. В суд он явился с синим ирокезом и вместо того, чтобы получить привычные 20 долларов штрафа, был присуждён к 60 часам общественно полезных работ. Он выбрал для этого библиотеку, где, в основном, вытирал пыль.
В университетском общежитии Блай познакомился с Мортоном, Адлером и Кемпбеллом, образовавшими группу (в состав которой вошёл также гитарист Уилл Адлер). Блай слушал панк-рок, в то время как его новые знакомые предпочитали такие группы, как Dokken и Danzig.
Будучи соведущим университетской радиопрограммы Shark’s and Alice’ Hour of Malice, Блай использовал необычные способы привлечения радиослушателей. Он вспоминал, что однажды, чтобы проверить, сколько человек в данный момент слушают передачу, объявил в эфире о том, что через 10 минут начнёт выбрасывать из окна студии пасхальные яйца, одно из которых будет начинено кокаином.

### Музыкальная карьера
Рэнди Блай присоединился к составу Lamb of God (группа называлась тогда Burn the Priest) в конце 1995 года, когда участники коллектива решили отойти от инструментальной музыки. Почти сразу же он стал основным автором текстов песен, благодаря которым группу впоследствии стали относить к числу самых высокообразованных в американском роке.
В 2007 году Lamb of God были номинированы на Грэмми в категории The Best Metal Performance за песню «Redneck». Два года спустя Блай выставил на аукцион полученную медаль номинанта, объяснив это так: «Я ни в грош не ставлю подобные номинации. Своими глазами видел, как люди из издательских отделов рекорд-компаний проплачивали барменов, ставивших нужные пластинки… Это отвратительно». Средства от вырученных денег были направлены им в фонд Myotonic Muscular Dystrophy Association.

## Увлечения и интересы
Свободное время Блай всегда проводит за чтением. Вспоминая свои юношеские годы, в одном из интервью музыкант говорил: «Спорт меня не привлекал, одно время я увлекался борьбой, но в футбол я не играл, я был тем чуваком, который читает книжки… Я всегда проводил свободное время за чтением, то же самое и сейчас. Без книг я бы не разобрался в жизни и просто облажался бы». Своей любимой книгой Блай назвал роман «All Over but the Shoutin» американского журналиста Рика Брэгга.
В числе друзей Блая — писатель Коди Лундин, автор книги «98.6 Degrees: The Art of Keeping Your Ass Alive». Блай считает, что как вокалисту метал-группы, ему очень помогли курсы Лундина. Он принимал участие в изнурительном путешествии на попутных машинах в отдаленные районы пустыни в штате Аризона; целью последнего было — «приблизиться к пониманию, что есть реальность, и что есть жизнь».

## Арест в Чехии
27 июня 2012 года в Чехии Рэнди Блай был арестован в связи со смертью фаната Даниэля Носека, случившейся более чем за два года до этого. Решение относительно дальнейшего его пребывания под арестом должен был принять суд, который назначен на 30 июня. 30 июня в 10 утра Рэнди Блай предстал перед судом. В итоге он был выпущен под залог в 4 миллиона чешских крон (примерно 200 тыс. долларов США, что, по словам Рэнди, эквивалентно его годовому доходу). Поскольку большинство банков закрыто в выходные, Блаю было позволено внести залог в понедельник. Однако быстро внести денежные средства не удалось. После оплаты залога для выхода на свободу потребуется также дополнительная санкция прокурора. В случае признания Блая виновным ему грозит до 10 лет тюремного заключения. В связи с задержками в работе системы освобождения под залог Блай продолжает оставаться в тюрьме Панкрац в Праге и после внесения залога. Для помощи своему вокалисту Lamb of God обратились к поклонникам группы с просьбой пожертвовать в фонд защиты Рэнди Блая. 9 июля представитель муниципальной общественной прокуратуры Праги подтвердила, что 6 июля прокурор обжаловал судебное решение об освобождении под залог. В связи с этим Рэнди Блай остается в тюрьме до проведения ещё одного слушания по вопросу освобождения Блая под залог. Суд увеличил сумму залога за освобождения Блая вдвое.
В феврале 2013 года в чешском суде прошли первые слушания дела Блая, которые должны были продолжиться 4 марта.
5 марта 2013 года Муниципальный суд Праги оправдал Блая.

## Дискография

### Burn the Priest
- Demo Tape (1995)
- Split with ZED (1997, Goatboy Records)
- Split with Agents of Satan (1998, Deaf American Recordings)
- Sevens and More (1998, mp3.com)
- Burn the Priest (1999, Legion Records)

### Lamb of God
- New American Gospel (2000, Prosthetic Records)
- As the Palaces Burn (2003, Prosthetic Records)
- Ashes of the Wake (2004, Epic Records)
- Killadelphia (2004, Epic Records)
- Sacrament (2006, Epic Records)
- Wrath (2009, Epic Records)
- Resolution (2012, Epic Records)
- VII: Sturm und Drang (2015, Epic Records)
- Lamb of God (2020, Epic Records, Nuclear Blast)
- Omens (2022, Epic Records, Nuclear Blast)

### Halo of Locusts
- For the Sick (2007, Emetic Records)

## Фильмография
- The Graves (2010)